# Святослав Мстиславич (князь смоленский)
Святосла́в (в крещении Семён) Мстисла́вич — князь новгородский (1 августа 1217—1218), князь полоцкий (1222—1232), князь смоленский (1232—ок.1238). Сын Мстислава Романовича Старого.
Возможно, что после 1222 года, когда смоляне взяли Полоцк, Святослав стал князем в Полоцке. В 1230 году, по смерти Мстислава Давыдовича, смоленский стол должен был перейти к Святославу, но смоляне почему-то не хотели иметь его своим князем. Тогда Святослав в 1232 году с помощью полочан взял Смоленск «на щит, перебил своих врагов и сел на столе».
Во время монгольского нашествия на Русь в марте 1238 года основная часть монгольских сил проходила через район Долгомостья в 30 км восточнее Смоленска, и литературное произведение («Житие Меркурия Смоленского») сообщает о разгроме монгольского войска. Участие Святослава (или его преемника) не описана.